# Bîșkiv, Jovkva
Bîșkiv (în ucraineană Бишків) este localitatea de reședință a comunei Bîșkiv din raionul Jovkva, regiunea Liov, Ucraina.

## Demografie
Componența lingvistică a localității Bîșkiv
     Ucraineană (99,59%)
     Alte limbi (0,41%)
Conform recensământului din 2001, majoritatea populației localității Bîșkiv era vorbitoare de ucraineană (99,59%), existând în minoritate și vorbitori de alte limbi.